# Marco Ferradini
Marco Ferradini (* 28. Juli 1949 in Como) ist ein italienischer Popsänger. Er begann seine Solokarriere in den 1970er-Jahren.

## Karriere
Nach seinem Umzug nach Mailand beschloss Ferradini, eine musikalische Karriere einzuschlagen. Er lernte Gitarre und Gesang und betätigte sich in mehreren Bands wie Balordi, Drogheria Solferino, Yu-Kung oder L’enorme Maria. Außerdem arbeitete er als Backgroundsänger in Aufnahmestudios. Mit einer Teilnahme am Sanremo-Festival 1978 begann er schließlich seine Solokarriere. Dort fiel sein Beitrag Quando Teresa verrà allerdings der Jury zum Opfer und gelangte nicht in die Schlussrunde. Im Anschluss erschien sein Debütalbum …Ma quando Teresa verrà.
Ferradinis größter Erfolg wurde das Lied Teorema, das auf der EP Schiavo senza catene von 1982 enthalten war – bald ein Evergreen in Italien. Der Text des Liedes stammte von Herbert Pagani. Im selben Jahr unternahm Ferradini außerdem eine Tournee mit Goran Kuzminac und Mario Castelnuovo, aus der das Livealbum Q Concert hervorging. 1983 kehrte er mit Una catastrofe bionda ohne großen Erfolg nach Sanremo zurück, gefolgt vom gleichnamigen Album. Darauf war Lupo solitario DJ enthalten, ein weiterer Erfolgstitel des Sängers. In den nächsten Jahren veröffentlichte er die Alben Misteri della vita und Marco Ferradini, bis er sich nach 1986 vorerst aus dem Musikgeschäft zurückzog. Mit È bello avere un amico meldete er sich 1991 zurück, gefolgt von einer Kompilation, weitere Alben erschienen erst mit großen Abständen 1995 (Dolce piccolo mio fiore), 2001, 2005 und 2012.

## Diskografie

### Alben
| Jahr | Titel Musiklabel, Katalog-Nr.                       | Höchstplatzierung, Gesamtwochen, AuszeichnungChartsChartplatzierungen (Jahr, Titel, Musiklabel, Katalog-Nr., Platzierungen, Wochen, Auszeichnungen, Anmerkungen) | Anmerkungen |
| Jahr | Titel Musiklabel, Katalog-Nr.                       | IT | Anmerkungen |
| ---- | --------------------------------------------------- | --- | ----------- |
| 1982 | Schiavo senza catene Spaghetti Records, ZPGSR 33415 | IT12 (13 Wo.)IT | EP (Q Disc) |

Weitere Alben
- 1978: …Ma quando Teresa verrà (Spaghetti Records, ZPLSR 34051)
- 1982: Q Concert (RCA, PG 33428; mit Goran Kuzminac und Mario Castelnuovo)
- 1983: Una catastrofe bionda (Spaghetti Records, ZPLSR 34177)
- 1985: Misteri della vita (Muvicom, MULP 3001)
- 1986: Marco Ferradini (Muvicom, MULP 3002)
- 1991: È bello avere un amico (Dischi Ricordi, SMRL 6435)
- 1992: Ricomincio da… Teorema (Dischi Ricordi, SMRL 6457)
- 1995: Dolce piccolo mio fiore (Pull, 480339 2)
- 2001: Geometrie del cuore (Hi-Lite / Ca’Bianca Records, HLCD 9073)
- 2005: Filo rosso (INC/Duck)
- 2012: La mia generazione (Moletto)

### Singles
- 1978: Quando Teresa verrà / Coppia coppia (Spaghetti Records, ZBSR 7047)
- 1978: Adriana / San Martino (Spaghetti Records, ZBSR 7106)
- 1980: La principessa Sapphire (Fonit Cetra, TRS 1006)
- 1980: La ballata di Tex Willer / Tex’s Stomp Music (Coronado/CGD, COR 5501)
- 1981: Schiavo senza catene (Numero Uno / Spaghetti Records, JPB 6530)
- 1983: Una catastrofe bionda / Lupo solitario DJ (Spaghetti Records, ZBSR 7301)
- 1984: 2 gelati / Viaggio a sorpresa (Spaghetti Records, SPRNP 103)
- 1998: Aria / Sul ponte di Messina (Ca’Bianca Records)
- 1999: Teorema (Remix) (Ca’Bianca Records)
- 2014: Due splendidi papà (mit Gianni Bella)
- 2014: Attimi

### Lieder mit Auszeichnungen
- 1981: Teorema (IT: Gold)[3]

## Belege
1. ↑  Enrico Deregibus: Marco Ferradini. In: Dizionario completo della Canzone Italiana. Giunti, 2010, ISBN 978-88-09-75625-0, S. 187.
2. ↑  M&D-Chartarchiv. Musica e dischi, archiviert vom Original (nicht mehr online verfügbar) am 24. Juli 2017; abgerufen am 27. Mai 2018 (italienisch, kostenpflichtiger Abonnement-Zugang).  Info: Der Archivlink wurde automatisch eingesetzt und noch nicht geprüft. Bitte prüfe Original- und Archivlink gemäß Anleitung und entferne dann diesen Hinweis.
3. ↑  Auszeichnungen für Musikverkäufe: IT

| Personendaten    | Personendaten           |
| ---------------- | ----------------------- |
| NAME             | Ferradini, Marco        |
| KURZBESCHREIBUNG | italienischer Popsänger |
| GEBURTSDATUM     | 28. Juli 1949           |
| GEBURTSORT       | Como                    |